# Humicola insolens
Humicola insolens är en ascomycet och mjukrötesvamp. En stam är kommersiellt mycket viktig som källa till tekniska enzym. Det som gör denna stam speciell är att den och dess enzym fungerar bättre vid lite högre pH (7 - 8) än de flesta andra mjukröte och vitrötesvampar (som trivs vid pH 4 -5). Humicola insolens producerar extracellulära cellulaser, hemicellulaser och cellobiosdehydrogenas. Flera enzym har klonats och yttryckt i andra svampar som finns i kommersiell enzymproduktion. De producerade enzymen används bland annat i tvättmedel.

## Kuriosa
Den aktuella svampen lär ha isolerats från elefantspillning.